# Sina Weibo
Sina Weibo (Chinees: 新浪微博) is een Chinese microblogwebsite. Deze website bestaat sinds 14 augustus 2009, en is opgericht door Sina Corporation. In kwartaal 1 van 2022 waren er 582 miljoen maandelijkse actieve gebruikers, het is dus een van de grootste sociale mediaplatformen in China.